# Lindenfels
Lindenfels é um município da Alemanha, situado no distrito de Bergstrasse, no estado de Hesse. Tem 21,09 km² de área, e sua população em 2019 foi estimada em 5.105 habitantes.